# 春日井市立鳥居松小学校
春日井市立鳥居松小学校（かすがいしりつ とりいまつしょうがっこう）は愛知県春日井市月見町にある公立の小学校。

## 沿革
- 1909年（明治42年） ‐ 鳥居松尋常高等小学校として開校する。
- 1917年（大正6年） - 鳥居松実業補習学校を併置する。
- 1926年（昭和元年） - 青年訓練所を併置する。
- 1935年（昭和10年） - 青年訓練所を廃止し、鳥居松青年学校を併置する。
- 1941年（昭和16年） - 国民学校令施行により鳥居松国民学校に改称する。
- 1943年（昭和18年） - 春日井市市政施行により春日井市立鳥居松国民学校に改称する。
- 1947年（昭和22年） - 六三制度により、現在名に改称される。
- 1962年（昭和37年） - 校歌を制定する。
- 1972年（昭和47年） - 新校舎が竣工する。

## 所在地
- 愛知県春日井市月見町45番地

## 進学先中学校
- 春日井市立柏原中学校

## 交通
- JR中央本線春日井駅より1.3km
- 名鉄バス鳥居松2丁目バス停より200m